# Shimokawa Yota
Yota Shimokawa (下川 陽太 Shimokawa Yota, sinh ngày 7 tháng 9 năm 1995) là một cầu thủ bóng đá người Nhật Bản. Anh thi đấu cho Matsumoto Yamaga FC.

## Sự nghiệp
Yota Shimokawa gia nhập câu lạc bộ tại J2 League Matsumoto Yamaga FC năm 2017.